# 多久弘一
多久 弘一（たく ひろいち、1921年 - 没年不詳。近著によれば故人との由）は、日本の中国文学者。代々木ゼミナール漢文科講師（ - 2002年3月）。

## 経歴
佐賀県に生まれる。1939年、戦前の漢文の専門学校の名門であった大東文化学院を卒業後、中国に20年余り在住する。その期間に北京大学に留学、同大学卒業後、旧制奉天第一中学校に勤務する。終戦時、国立瀋陽医学院（旧・満州医科大学）東洋医学研究所、岡西為人博士のもとで留用日僑となる。帰国後、大学・高校勤務を経て、代々木ゼミナール漢文の講師となる。2002年3月、代々木ゼミナール校長を退任。
明治以前は多久地方を治めた多久氏一族の末裔である。

## 著書

### 単著
- 『一日一言』（鶴書房、1961年）
- 『一日一詩』（鶴書房、1964年）
- 『唐詩新釈』（明治書院、1969年）
- 『走りつづけた蒸気機関車』写真：野島富三郎（新樹社、1971年）
- 『漢文解釈の公式』（明治書院、1972年／新版 1988年）
- 『多久の漢文公式』（代々木ライブラリー、1980年）
- 『多久の漢文王国』（代々木ライブラリー、1981年）
- 『故事 馬百話 ― 多久の馬風流譚』（蒼洋社、1985年／筑摩書房（ちくま文庫）、1996年）
- 『多久漢文講義の実況中継』（語学春秋社、1987年）
- 『多久の漢文公式110』（代々木ライブラリー、1988年）
- 『得点アップ漢文演習25』（代々木ライブラリー、改訂版 1990年）
- 『多久の漢文教室: 故事成語で学ぶ』（代々木ライブラリー、1990年）
- 『故事成語で中国を読む』(筑摩書房（ちくまプリマーブックス）、1997年）
- 『漢文楽話』（筑摩書房（ちくま文庫）、1999年）※「多久の漢文王国」の新装版
- 『多久ノロジィ: ヒューマン漢字一字一会』（英潮社、2005年）

### 共著
- （瀬戸口武夫共著）『漢文解釈辞典』 （角川書店、1979年 / 新版 国書刊行会、1998年）
- （朝野芭莟共著）『わかる古文・漢文文法 (ビーコン基礎)』 （三省堂、1983年）
- （辛島驍共著）『十八史略詳解 (上)』（明治書院、1959年 /新装版 2004年）
- （辛島驍共著）『十八史略詳解 (下)』 （明治書院、1959年 /新装版 2004年）
- （辛島驍共著）『新十八史略詳解』 （明治書院、1959年 /改訂新版 1989年）

### 翻訳など
- 『中国怪談奇談集』(Ribun books里文出版、2002年）